# Algidia interrupta
Algidia interrupta är en spindeldjursart. Algidia interrupta ingår i släktet Algidia och familjen Triaenonychidae.

## Underarter
Arten delas in i följande underarter:
- A. i. interrrupta
- A. i. solatia